# Beatriz Fadrique de Castilla
Beatriz Fadrique de Castilla (c. 1243-1283). Dama castellana. Fue hija del infante Fadrique de Castilla y señora consorte de los Cameros por su matrimonio con Simón Ruiz de los Cameros, de quien fue la segunda esposa, aunque este fue ejecutado en 1277 junto con el padre de Beatriz Fadrique por orden del rey Alfonso X de Castilla.
Fue nieta del rey Fernando III de Castilla.

## Orígenes familiares
Era hija del infante Fadrique de Castilla y por parte paterna era nieta del rey Fernando III de Castilla y de la reina Beatriz de Suabia. Sin embargo, la identidad de su madre, a quien algunos llaman Catalina de Malespina, es dudosa. Algunos historiadores afirman que la madre de Beatriz era hija de los marqueses de Malespina, y que el matrimonio de sus padres debió celebrarse durante la primera estancia del infante Fadrique en Italia, es decir, entre 1240 y 1245, y posiblemente por mediación del papa o del emperador Federico II Hohenstaufen.
Pero otros historiadores afirman que la madre de Beatriz Fadrique se llamaba Despina o Catalina y que era hija de Pedro, déspota de Rumanía, e hijo a su vez de Nicéforo Angelo, déspota de Rumanía, Epiro y Etolia. Y por otra parte, la Crónica de Sancho IV se refiere a Beatriz Fadrique como la «primera fija que fue del infante D. Fadrique», lo que ha llevado a algunos autores a señalar que tal vez fuera la única hija del infante, pues señalan que no se conocen otras, pero también admiten la posibilidad de que dicha afirmación cronística sea errónea.
El historiador José Pellicer afirmó que Beatriz tuvo una hermana llamada Teresa, que supuestamente habría contraído matrimonio con el ricohombre Juan Fernández de Villamayor, señor de la Casa de Villamayor y adelantado mayor de Castilla, aunque dicha afirmación fue desmentida en el siglo XX por Salvador de Moxó.

## Biografía

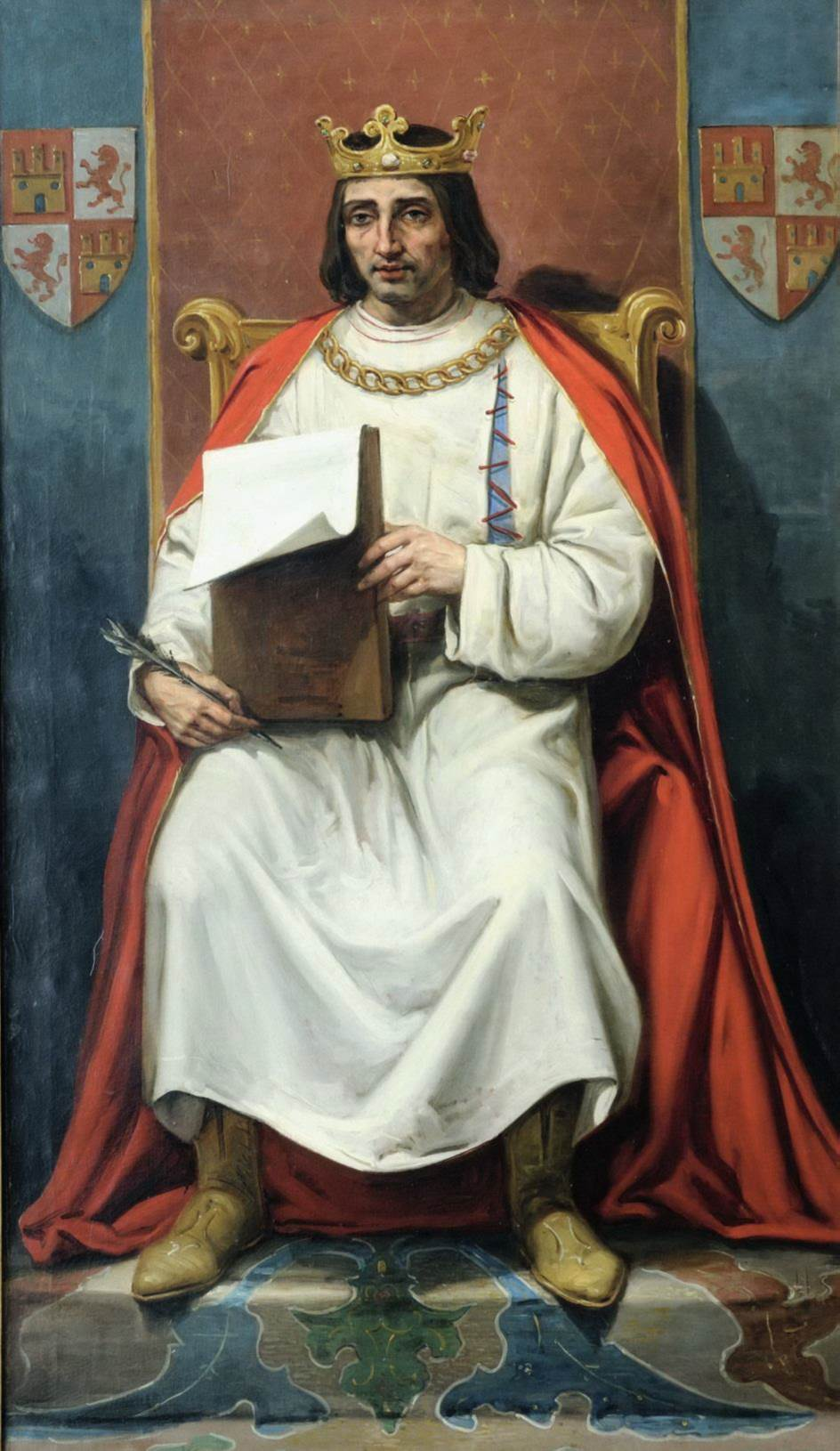
Retrato imaginario de Alfonso X de Castilla. José María Rodríguez de Losada. (Ayuntamiento de León).

Se desconoce su fecha de nacimiento. Su padre, el infante Fadrique, poseía algunos señoríos en Andalucía, aunque sus relaciones con su hermano Alfonso X fueron malas, ya que como señaló el historiador Manuel González Jiménez, ambos hermanos probablemente nunca se tuvieron «mucho afecto».
Cuando regresó a Castilla con su padre, Beatriz Fadrique contrajo matrimonio por primera vez con Tello Alfonso de Meneses, hijo de Alfonso Téllez de Meneses y de María Yáñez de Limia, aunque no tuvieron descendencia. Y el primer esposo de Beatriz debió fallecer, según señalan algunos autores, entre 1266 y 1270. Y el historiador Salvador de Moxó subrayó que mediante dicho matrimonio la familia Meneses enlazó matrimonialmente por primera vez con la Casa real castellana.
En la década de 1270 Beatriz Fadrique volvió a casarse con Simón Ruiz de los Cameros, señor de los Cameros, que había estado casado con Sancha Alfonso de León, hija ilegítima del rey Alfonso IX de León y de Teresa Gil de Soberosa, aunque dicho matrimonio, a pesar de constar en varios documentos, ha sido cuestionado por numerosos historiadores, ya que en algunos documentos Sancha Alfonso de León no aparece mencionada como casada.
Simón Ruiz de los Cameros recibió durante su vida numerosas mercedes por parte de Alfonso X, pero aun así acabó alejándose y conspirando contra el monarca junto con su suegro, el infante Fadrique, y ello ocasionó la muerte de ambos personajes. Y Salvador de Moxó señaló que su matrimonio con Beatriz Fadrique, que pertenecía a la realeza, había provocado «una mayor ambición» en el señor de los Cameros. Y en 1277 tuvo lugar en Castilla una extraña conjura que ocasionó la muerte del padre y del esposo de Beatriz Fadrique, aunque las causas de la misma aún no han sido establecidas, a pesar de que numerosos historiadores han expuesto múltiples teorías sobre ella. Sin embargo, en la Crónica de Alfonso X consta que este rey ordenó la detención de su hermano, el infante Fadrique, y de Simón Ruiz de los Cameros, y este último fue apresado en la ciudad de Logroño y, posteriormente, quemado vivo en el municipio burgalés de Treviño por el infante Sancho de Castilla, que obedeció las órdenes recibidas de su padre, el rey.
Y al mismo tiempo que el señor de los Cameros era quemado en la hoguera, el infante Fadrique de Castilla, según una de las versiones, fue encerrado en el castillo de Burgos y colocado dentro de un arca con hierros puntiagudos, donde murió, aunque otra versión de los hechos difiere de la anterior y señala que el hijo de Fernando III de Castilla fue ahogado o asfixiado. Y la Crónica de Alfonso X describió del siguiente modo la ejecución de ambos personajes:

E porque el rey sopo algunas cosas del infante Fadrique, su hermano, e de don Ximón Ruyz de los Cameros, el rey mandó al infante Don Sancho que fuese a prender a Don Ximón Ruyz de los Cameros et quel fiziese luego matar. Et don Sancho salió luego de Burgos e fue a Logronno e falló allí a Don Ximón Ruyz et prísol. Et ese mismo día que lo prisieron, priso Diego López de Salcedo en Burgos a Don Fadrique por mandado del rey. E don Sancho fue a Treuinno e mandó quemar allí a don Ximón Ruyz. Et el rey mandó afogar a don Fadrique.

En el texto anterior no se mencionan cuáles fueron las causas que impulsaron a Alfonso X a condenar a muerte a su propio hermano y al yerno de este, y la versión que proporcionan los Anales del reinado de Alfonso X, que fueron redactados después que la Crónica de Alfonso X, es la siguiente:

Era de mill e trezientos e diez e seis eños, el ynfante don Sancho, fijo del rey don Alfonso e heredero, presó a don Ximón Ruiz de los Cameros en Logroño por mandado del rey su padre. E en este año presó el rey don Alfonso a don Fadrique, su hermano, en Burgos, e mandólo le meter en el castillo e meterlo en vna arca que estaba llena de fierros agudos e allí murió.

Con la ejecución de Simón Ruiz de los Cameros se extinguió la línea primogénita de la familia de los Fortuniones, que habían gobernado el señorío de los Cameros desde el siglo X, y este fue confiscado por la Corona y entregado por el rey a su hijo menor, el infante Jaime de Castilla, que murió en 1284.
Beatriz Fadrique de Castilla falleció en el año 1283, según indican algunos autores modernos, aunque según Salazar y Acha falleció en 1277, y el marqués de Mondéjar, por su parte, afirmó en el siglo XVIII que se desconocía su fecha de defunción.

## Sepultura

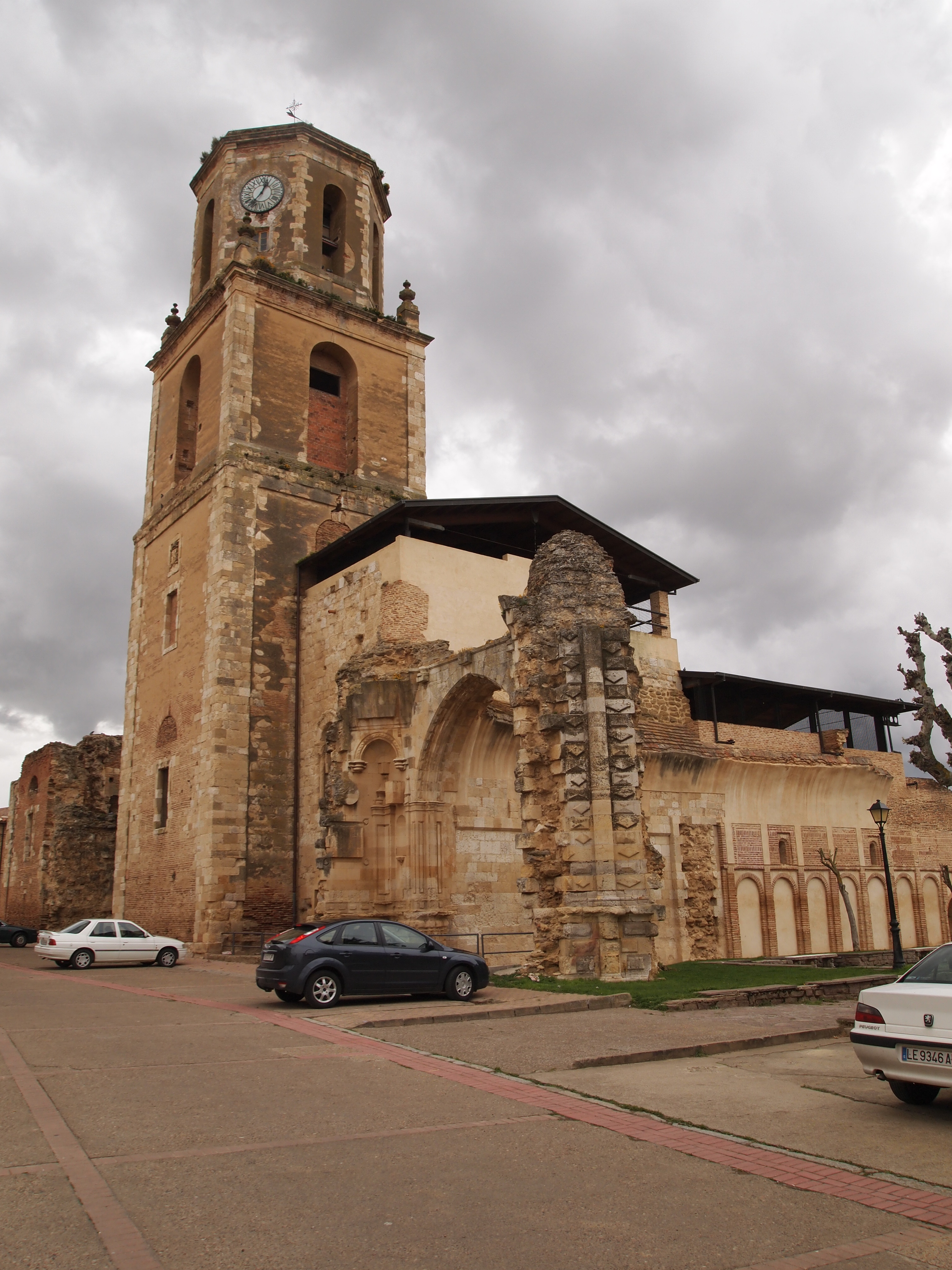
Ruinas del monasterio de San Benito de Sahagún.

El cadáver de Beatriz Fadrique de Castilla recibió sepultura en el monasterio de San Benito de Sahagún, en el que habían sido enterrados el rey Alfonso VI de León y varias de sus esposas. Y los restos mortales de Beatriz Fadrique fueron depositados en un sepulcro de piedra, desaparecido en la actualidad, donde aparecía esculpido el siguiente epitafio que el obispo Prudencio de Sandoval consignó en su obra Fundaciones de los monasterios del glorioso padre San Benito:

Hic iacet Beatriz, filia infantis doni Federici fratris regis Adefonsi.

Sobre el sepulcro estaba colocada una estatua yacente que representaba a la difunta, y los laterales del sepulcro estaban adornados con imágenes de pobres, como símbolo de las donaciones que la difunta hizo al monasterio. El sepulcro estuvo colocado en un primer momento frente al altar mayor de la iglesia, aunque en 1286, durante el reinado de Sancho IV de Castilla, que era primo hermano de la difunta e hijo de Alfonso X, el monarca ordenó retirar el sepulcro de allí y colocarlo a los pies del templo, para que de ese modo el sepulcro que contenía los restos de Alfonso VI estuviese situado frente al altar mayor..
El sepulcro que contenía los restos mortales de Beatriz Fadrique de Castilla, desaparecido en la actualidad, permaneció situado a los pies de la iglesia del monasterio de San Benito durante varios siglos, hasta que fue destruido a principios del siglo XIX como consecuencia de los incendios que sufrió el monasterio, o bien por causa de la Desamortización de Mendizábal, en 1835, cuando el cenobio hubo de ser abandonado por los religiosos que lo habitaban y fueron profanados, saqueados o destruidos los sepulcros del templo, incluido el que contenía los restos de Alfonso VI, que fue destruido en 1810.

## Matrimonios
Beatriz Fadrique de Castilla se casó por primera vez con Tello Alfonso de Meneses, hijo de Alfonso Téllez de Meneses y de María Yáñez de Limia, aunque no tuvieron descendencia.
Y en la década de 1270 se casó por segunda vez con Simón Ruiz de los Cameros, señor de los Cameros e hijo de Rodrigo Díaz de los Cameros, señor de los Cameros, y de Aldonza Díaz de Haro, aunque tampoco tuvieron descendencia.